# Державний архів в Автономній Республіці Крим
Державний архів в Автономній Республіці Крим — архів у Кримському півострові, що існував до 2014 року. Після окупації Криму, на базі його фондів було утворено Держархів Республіки Крим.

## Адреса
95050 Україна, Автономна Республіка Крим, Сімферополь, вул. Кечкеметська, 3

## Історія
22 травня 1919 року було засновано Кримський центральний архів.
З 27 червня 1919 по листопад 1920 — архів був навчально-допоміжною установою Таврійського університету.
З листопада 1920 — Кримський Центральний Архів.
З 21 квітня 1926 року Кримський архів розділений на Історичний та архів Жовтневої революції.
З 07 квітня 1941 року відбулося об'єднання цих двох архівів у єдиний Центральний державний архів Кримської АРСР.
З червні 1945 — Державний архів Кримської області.
З лютого 1954 — Державний архів Кримської області Архівного відділу Управління Міністерства внутрішніх справ України по Кримської області.
У 1960 — обласні державні архівні установи передано в підпорядкування обласних виконавчих комітетів.
З 1969 по 1980 — архів мав назву Кримський обласний державний архів.
З 1980 — Державний архів Кримської області.
З 22 листопада 1989 — Державним архівом Кримської області при Виконавчому комітеті Кримської обласної Ради народних депутатів.
З 22 березня 1991 — Державний архів при Раді Міністрів Кримської АРСР.
З 20 серпня 1991 — Центральний державний архів при Раді Міністрів Кримської АРСР.
З 26 лютого 1992 — Центральний державний архів при Раді Міністрів Республіки Крим.
З 12 квітня 1994 по 05 січня 1995 — Центральний державний архів при Уряді Республіки Крим.
З 06 січня 1995 архів перейменовано у Державний архів при Уряді Республіки Крим.
3 17 березня 1995 Державний архів при Уряді Автономної Республіки Крим.
З 09 квітня 1996 по 12 жовтня 1997 — Державний архів Автономної Республіки Крим.
3 13 жовтня 1997 по 23 грудня 2002 — Державний архів при Раді Міністрів Автономної Республіки Крим.
З 24 січня 2002 року архів має свою сучасну назву «Державний архів в Автономній Республіці Крим».

## Фонди
- 6872 фонди, 1373977 од. зб. (38377 л. м) за XVIII ст. — 2002 р. 17 компл.,
- 3782 од. зб. науково-технічної документації за 1932—1991 рр.
- 756 од. зб., 4569 од. обл. кінодокументів за 1962—1989 рр.
- 35672 од. зб. фотодокументів за 1917—2000 рр.
- 313 од. зб., 535 од. обл. фонодокументів за 1954—1998 рр.
- 9 од. зб., 83 од. обл. відеодокументів за 2001—2004 рр.